# Cleitamia
Cleitamia är ett släkte av tvåvingar. Cleitamia ingår i familjen bredmunsflugor.

## Arter inomCleitamia[1]
- Cleitamia amabilis
- Cleitamia astrolabei
- Cleitamia biarcuata
- Cleitamia catharinae
- Cleitamia cheesmanae
- Cleitamia cyclops
- Cleitamia delandi
- Cleitamia excepta
- Cleitamia gestroi
- Cleitamia insignis
- Cleitamia orthocephala
- Cleitamia ostensackeni
- Cleitamia rivellioides
- Cleitamia roederi
- Cleitamia similis
- Cleitamia tricurvata
- Cleitamia trigonalis